# Python brongersmai
Espèce
Synonymes
- Python curtus brongersmai Stull, 1938

Statut de conservation UICN

 LC  : Préoccupation mineure
Statut CITES
Python brongersmai, Python malais ou Python à queue courte est une espèce de serpents de la famille des Pythonidae.

## Répartition et habitat
Le python brongersmai se rencontre à Sumatra, en Thaïlande, au Viêt Nam et en Malaisie péninsulaire.

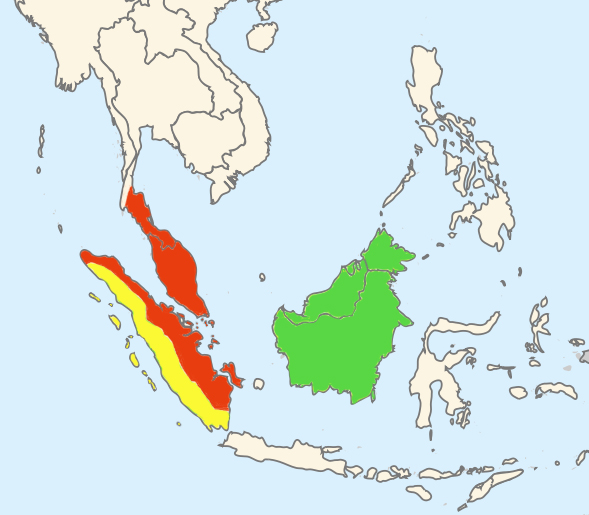
En rouge, répartition du Python brongersmai

Cette espèce est généralement observée dans les zones marécageuses, dans les forêts tropicales de collines et dans divers types de plantations, dont les plantations d'hévéas, qui sont situées dans les montagnes et qui entourent les habitats en contrebas plus humides.

## Description
Le python malais à queue courte est un python de petite taille, mesurant la plupart du temps moins de 2 mètres, et parfois jusqu'à 2,5 mètres au maximum.

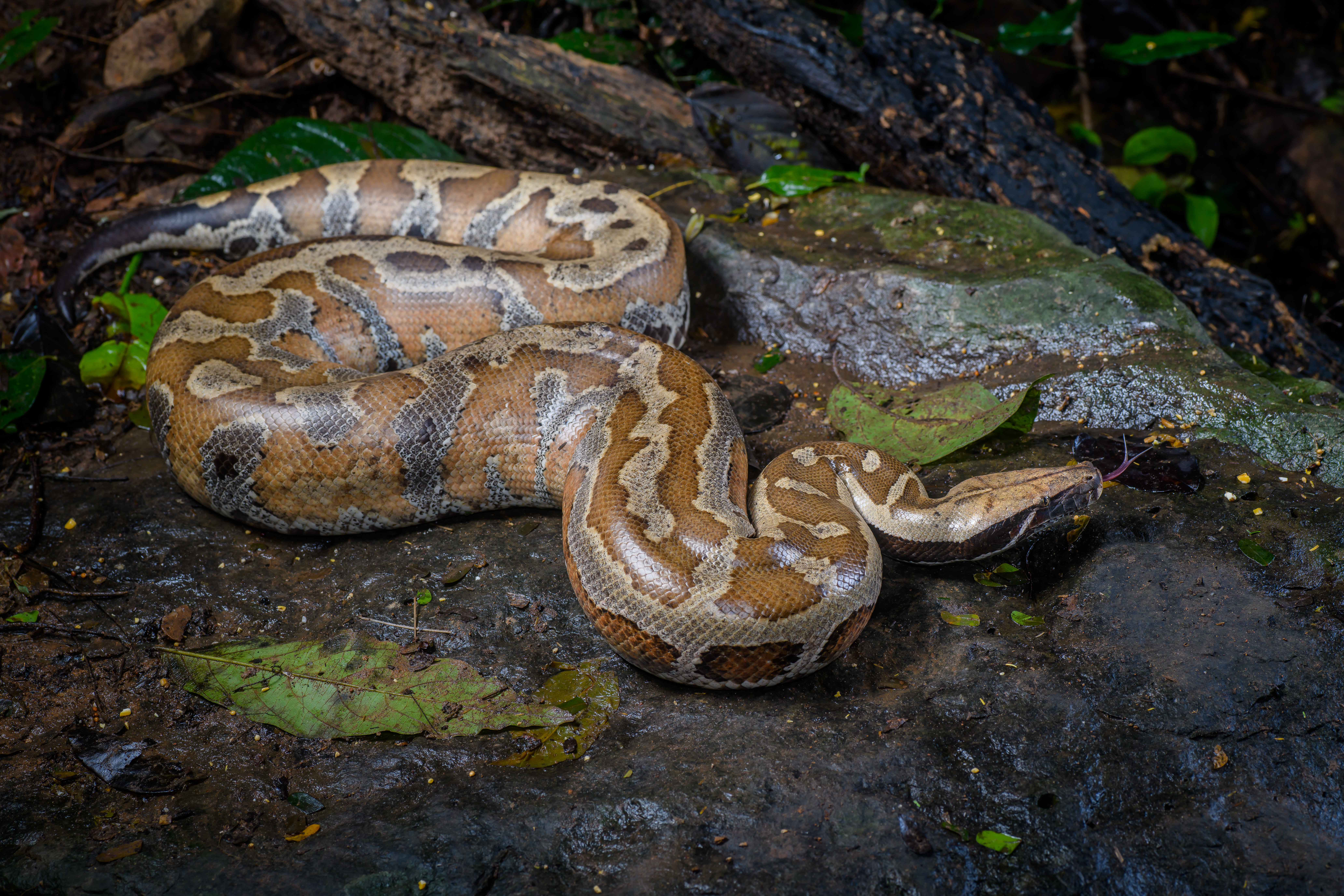
Python brongersmai, parc national de Kaeng Krachan, Thaïlande

C'est une espèce de serpent nocturne, active du crépuscule à l'aube, qui mange des rongeurs et des oiseaux.
L'holotype de Python brongersmai, un mâle, mesure 1 180 mm dont 112 mm pour la queue. C'est un serpent constricteur ovipare.
Ce serpent a plusieurs particularités :
- c'est un serpent qui n'a pas de rapport taille/masse. C'est-à-dire qu'il peut être extrêmement gros pour une petite taille[4].
- c'est un serpent qui peut faire pivoter ses yeux (un peu comme un caméléon). Cette particularité lui permet de ne pas tourner la tête pour regarder sa proie[4].

## Reproduction
C'est un serpent ovipare, la femelle pond jusqu'à 30 œufs. En contractant ses muscles spasmodiquement, comme le python birman, elle peut transférer de sa chaleur aux œufs.

## En captivité
C'est un serpent réputé robuste et facile à maintenir en captivité. Il peut vivre plus de 20 ans.

## Étymologie
Cette espèce est nommée en l'honneur de Leo Daniël Brongersma.

## Publication originale
- Stull, 1938 : Three New Subspecies of the Family Boidae. Occasional Papers of the Boston Society of Natural History, vol. 8, p. 297-300 (texte intégral).